# Duenhas
Duenhas (em castelhano: Dueñas) é um município da Espanha na província de Palência, comunidade autónoma de Castela e Leão, de área 124,35 km² com população de 3007 habitantes (2007) e densidade populacional de 24,35 hab/km².

## Demografia
| Variação demográfica do município entre 1991 e 2004 | Variação demográfica do município entre 1991 e 2004 | Variação demográfica do município entre 1991 e 2004 | Variação demográfica do município entre 1991 e 2004 |
| --------------------------------------------------- | --------------------------------------------------- | --------------------------------------------------- | --------------------------------------------------- |
| 1991                                                | 1996                                                | 2001                                                | 2004                                                |
| 3090                                                | 2985                                                | 2964                                                | 3029                                                |